# Boxa als Jocs Olímpics d'estiu de 1904 - pes mosca
El pes mosca va ser la categoria de boxa més lleugera de les disputades als Jocs Olímpics de Saint Louis de 1904. La prova es va disputar el 22 de setembre de 1904. Sols hi van prendre part dos participants. Els boxejadors que participaven en aquesta categoria havien de pesar menys de 47,6 quilograms.

## Medallistes
| Or              | Plata       | Bronze |
| George Finnegan | Miles Burke | cap    |

## Resultats
|  | Final           |                 |  |  |  |  |
|  |                 |                 |  |  |  |  |
|  |                 |                 |  |  |  |  |
|  | George Finnegan | KO al 1r assalt |  |  |  |  |
|  | Miles Burke     | -               |  |  |  |  |

## Classificació final
| Posició | Boxejador       |
| ------- | --------------- |
|         |                 |
| Or      | George Finnegan |
| Plata   | Miles Burke     |